# Principato di Pontecorvo
Il principato di Pontecorvo fu un minuscolo Stato sovrano facente parte dell'Impero napoleonico e costituito nel 1806.

## Storia

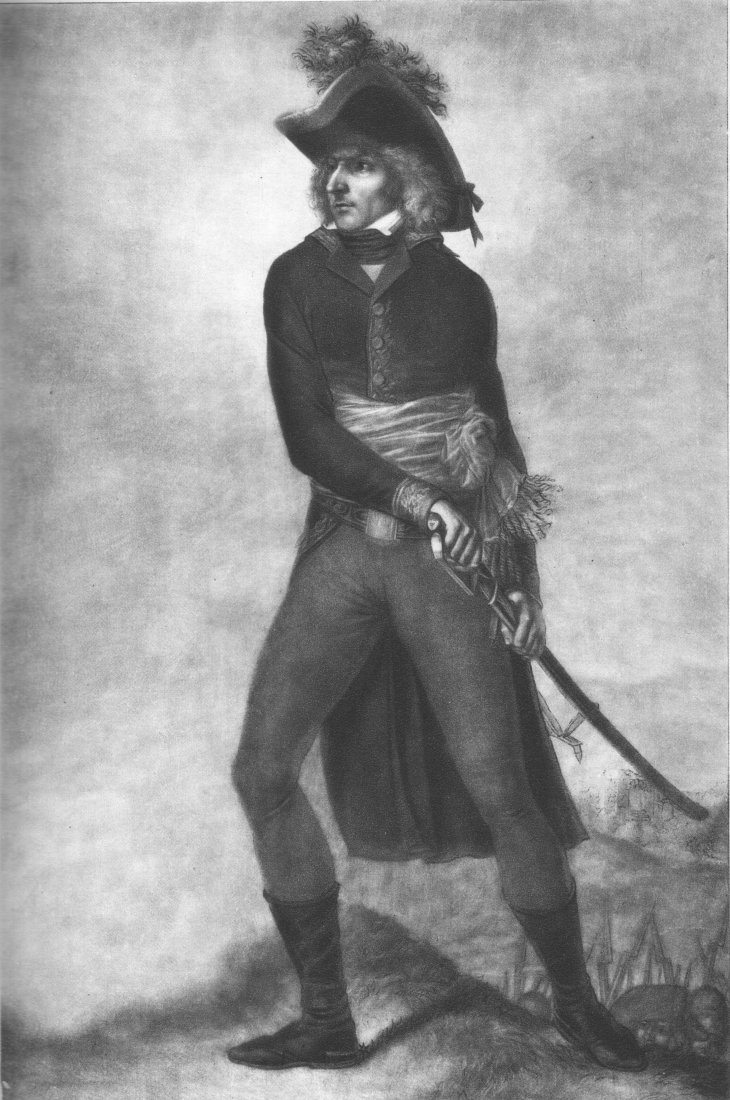
Il maresciallo Bernadotte, principe di Pontecorvo (Pierre Michel Alix)

Fino ad allora, a partire dal 1463, il borgo di Pontecorvo era stato, sotto forma di signoria, un'exclave dello Stato della Chiesa e quindi un'enclave del Regno di Napoli, unitamente a Benevento.
Il principato di Pontecorvo venne conferito al maresciallo Jean-Baptiste Jules Bernadotte (sposo, dal 1798, di Désirée Clary, allora principessa, poi regina di Svezia) che, per essersi distinto nella battaglia di Austerlitz, venne nominato primo principe di Pontecorvo e con tale titolo lo governò dal 5 giugno 1806 al 21 agosto 1810, quando lo stesso Bernadotte fu chiamato a succedere a Carlo XIII di Svezia, come Carlo XIV. Da lui è discesa l'attuale famiglia reale svedese. I principi risiedettero e organizzarono una piccola ma prestigiosa corte nel palazzetto dei rettori pontifici, in seguito sede del comune.
Il principato tornò quindi all'imperatore e Bernadotte ricevette come indennità per lo stesso (e per delle dotazioni che aveva in Polonia) la promessa di un pagamento di tre milioni di franchi (ma ricevette solo un terzo di tale somma).
Il principato fu quindi affidato di fatto a Gioacchino Murat anche se, ufficialmente, il 5 dicembre 1812, venne nominato secondo principe di Pontecorvo, tramite un apposito decreto imperiale, il suo giovanissimo secondogenito  Luciano Murat (1803-1878) fino al 25 maggio 1815.
Nel 1815, il Congresso di Vienna, con l'articolo 103, sancì la restituzione del principato di Pontecorvo, assieme a quello di Benevento e di altri territori, alla Santa Sede Questo ritorno al dominio pontificio non venne accolto di buon grado dai pontecorvesi e provocò alcuni tumulti, forse organizzati dalla Carboneria, che però vennero soffocati dall'esercito austriaco.
Un prelato delegato pontificio resse, nuovamente, il governo di Pontecorvo.

## Galleria d'immagini

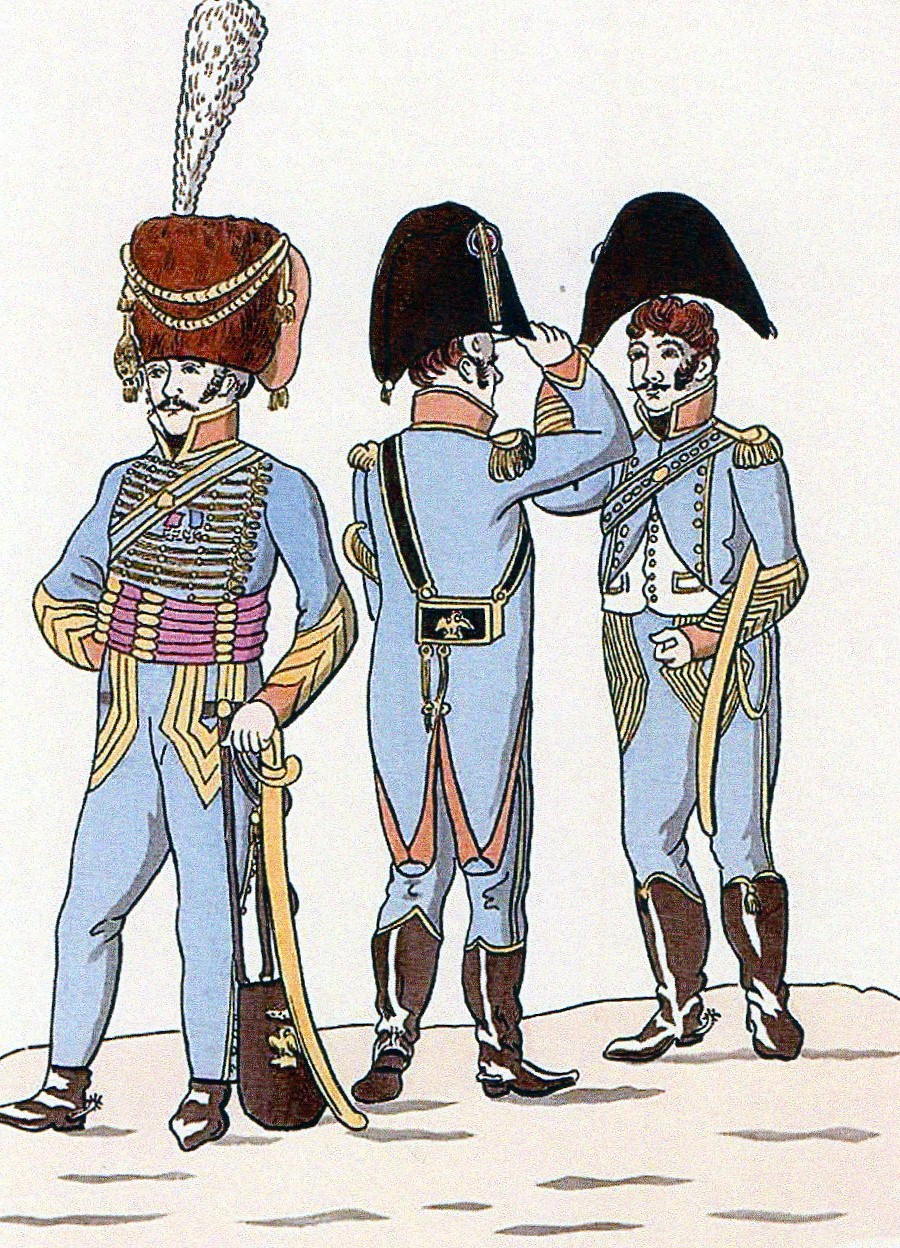
Le guardie del principato
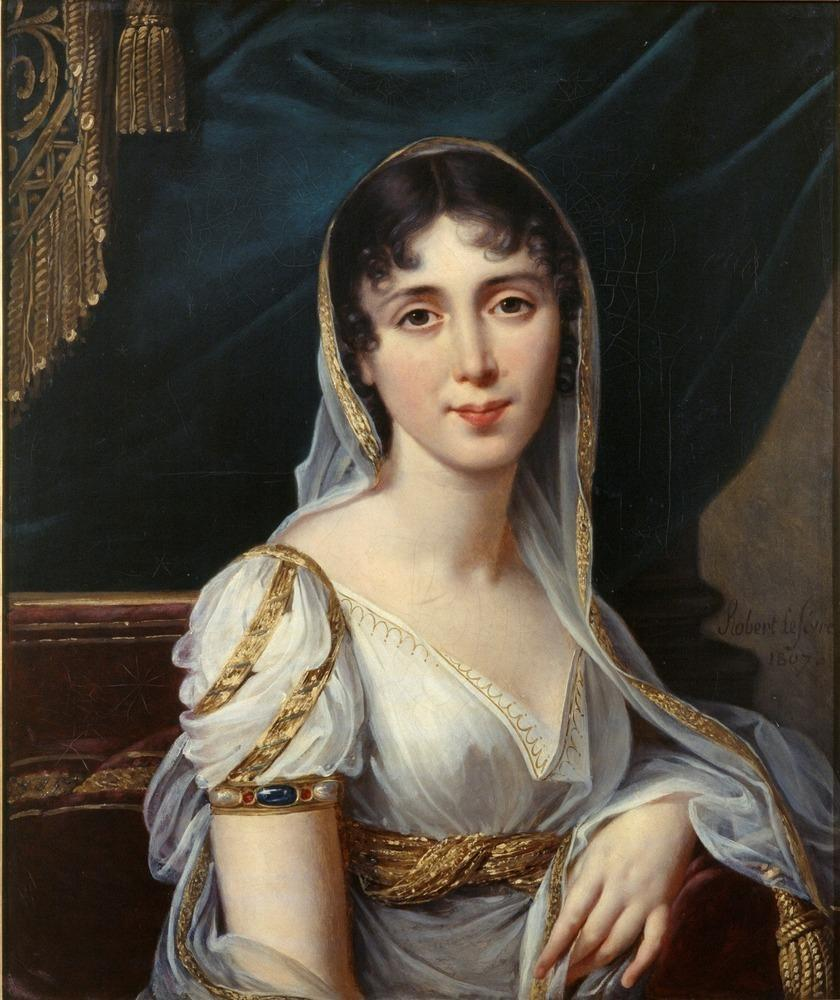
La principessa Désirée